# Kovajärvi (sjö i Posio, Lappland, Finland)
Kovajärvi eller Kavajärvi är en sjö i Finland. Den ligger i kommunen Posio i landskapet Lappland, i den norra delen av landet, 700 km norr om huvudstaden Helsingfors. Kavajärvi ligger 268,8 meter över havet. Arean är 31 hektar och strandlinjen är 5 kilometer lång. Sjön  ingår i Kemi älvs huvudavrinningsområde. 